# Kondangmekar
Kondangmekar is een bestuurslaag in het regentschap Majalengka van de provincie West-Java, Indonesië. Kondangmekar telt 1290 inwoners (volkstelling 2010).